# 2nd Canadian Cemetery, Sunken Road
2nd Canadian Cemetery Sunken Road is een Britse militaire begraafplaats met gesneuvelden uit de Eerste Wereldoorlog, gelegen in het Franse dorp Contalmaison (Somme). De begraafplaats werd ontworpen door William Cowlishaw en ligt in het veld op ruim 1 kilometer ten noorden van het dorpscentrum (Église Saint-Léger). Vanaf de Rue de Pozières is het nog 400 m langs een onverharde veldweg te gaan om de begraafplaats te bereiken. Ze heeft een vijfhoekig grondplan met een oppervlakte van 383 m² en wordt omgeven door een bakstenen muur. Het Cross of Sacrifice staat in de noordelijke hoek. De begraafplaats wordt onderhouden door de Commonwealth War Graves Commission.
Er liggen 44 Canadezen begraven.
Aan de overkant van de weg ligt de Sunken Road Cemetery (Contalmaison).

## Geschiedenis
De begraafplaats werd aangelegd van juli tot oktober 1916, tijdens de gevechten van de Slag aan de Somme. Alle slachtoffers vielen in de maanden september en oktober van 1916 en behoorden bij de Canadian Infantry. 

## Graven

### Onderscheiden militair
- William Howard Curtis, soldaat bij de Canadian Infantry werd onderscheiden met de Military Medal (MM).

### Aliassen
- soldaat J. Fulton diende onder het alias J. Watt bij de Canadian Infantry.
- soldaat C.F. Hesch diende onder het alias C. White bij de Canadian Infantry.